# Ferdinand Erpenbeck
Ferdinand Erpenbeck (* 13. Januar 1921 in Osnabrück; † 20. Januar 1997 ebenda) war ein deutscher Politiker (CDU).

## Leben und Beruf
Nach dem Besuch der Volksschule absolvierte Erpenbeck zunächst eine Gärtnerlehre und nahm von 1941 bis 1945 als Soldat am Zweiten Weltkrieg teil. Er schloss 1947 die Prüfung zum Gärtnermeister ab, wurde anschließend Inhaber eines Baumschulbetriebs und war Mitglied des Gartenbauausschusses sowie des Pflanzenschutzausschusses der Landwirtschaftskammer Weser-Ems. Von 1987 bis 1989 war er Präsident des Bundes deutscher Baumschulen (BdB).

## Partei
Erpenbeck war 1945 Mitbegründer und Vorsitzender des Jugendrings Osnabrück. Von 1948 bis 1950 war er Diözesanjugendführer der Katholischen Jugend. Er trat 1952 der CDU bei und war von 1960 bis 1970 Kreisvorsitzender der CDU Osnabrück-Stadt. Seit 1963 stellvertretender Vorsitzender, war er von 1970 bis 1976 Vorsitzender des CDU-Bezirks Osnabrück-Emsland.

## Abgeordneter
Erpenbeck war von 1952 bis 1991 Ratsmitglied der Stadt Osnabrück und wurde dort 1961 zum Vorsitzenden der CDU-Fraktion gewählt.
Dem Deutschen Bundestag gehörte er von 1965 bis 1972 an und vertrat dort den Wahlkreis Osnabrück. Vom 10. September 1979, als er für den ausgeschiedenen Abgeordneten Franz-Josef Nordlohne nachrückte, bis 1980 war er erneut Mitglied des Bundestags.

## Öffentliche Ämter
Erpenbeck amtierte von 1956 bis 1970 als Bürgermeister der Stadt Osnabrück.
| Personendaten    | Personendaten                  |
| ---------------- | ------------------------------ |
| NAME             | Erpenbeck, Ferdinand           |
| KURZBESCHREIBUNG | deutscher Politiker (CDU), MdB |
| GEBURTSDATUM     | 13. Januar 1921                |
| GEBURTSORT       | Osnabrück                      |
| STERBEDATUM      | 20. Januar 1997                |
| STERBEORT        | Osnabrück                      |